# Катастрофа IrAn-140 под Тегераном
Катастрофа IrAn-140 под Тегераном — авиакатастрофа, произошедшая 10 августа 2014 года в международном аэропорту Тегерана Мехрабаде при взлёте самолёта в 9:20 по местному времени (8:50 МСК).

## Воздушное судно
Самолёт IrAn-140 авиакомпании Sepahan Airlines имел регистрационный номер EP-GPA и совершил первый полёт в 2008 году.

## Обстоятельства катастрофы
Самолёт упал в жилом районе неподалеку от аэропорта Мехрабад в Тегеране в 09:18 по местному времени. На месте крушения возник пожар.

## Жертвы
Первоначально сообщалось о гибели всех находившихся на борту 40 пассажирах и 8 членов экипажа, впоследствии поступили сообщения о том, что выжили 9 пассажиров разбившегося самолёта, точных данных о числе жертв не приводится, но указывается, что не менее 40.
По сообщению заместителя министра транспорта Ирана Ахмеда Меджиди в результате катастрофы погибли 39 человек, пострадали 9 человек.

## Расследование
По сообщению агентства Фарс 10 августа глава Высшей инспекционной организации Ирана Нассер Серай распорядился создать специальную комиссию экспертов для расследования причин и обстоятельств крушения самолёта. Уже на следующий день после крушения заместитель министра транспорта Исламской Республики Ахмад Маджиди заявил, что на месте крушения иранского самолёта найдены бортовые самописцы.
11 августа глава Организации гражданской авиации Ирана Алиреза Джахангириан обратился к властям Украины с просьбой принять участие в расследовании крушения IrAn-140, созданного на базе украинского Ан-140.
По предварительным данным причиной крушения послужил отказ одного из двигателей.
По сообщению иранского информагентства президент Ирана Хасан Роухани поручил министерству транспорта запретить полеты IrAn-140 до окончания расследования причин крушения самолёта.
Расследование авиакатастрофы было завершено 9 августа 2017 года. По результатам отчёта, причиной катастрофы стало сочетание факторов, вызванное отказом двигателя и перегрузом.